# 前田七之進
前田 七之進（まえだ しちのしん、1901年10月20日 - 1989年1月16日）は、日本の経営者。富士電機製造社長、会長を務めた。

## 経歴
三重県出身。1925年に東京帝国大学工学部電気工学科を卒業し、同年に富士電機製造(現在の富士電機)に入社。1947年12月に取締役に就任し、1958年11月に常務、1962年11月に専務を経て、1966年11月に副社長に就任し、1968年11月に社長に昇格。1974年11月に会長を就任し、1978年6月に取締役相談役、1981年6月に常任相談役を経て、1983年6月には相談役に就任。
1969年11月に藍綬褒章を受章し、1975年4月に勲二等瑞宝章を受章。
1989年1月16日心筋梗塞のために死去。87歳没。